# Universidad de Argel
La Universidad de Argel o bien la Universidad de Argel Benyoucef Benkhedda (en árabe:جامعة الجزائر - بن يوسف بن خـدة; en francés: Université d'Alger) es una universidad situada en Argel, Argelia. Fue fundada en 1909 y está organizada en siete facultades.
La Universidad de Argel, fue creada bajo la Ley del 30 de diciembre de 1909. Esta creación, sin embargo, fue el resultado de una serie de etapas en la actividad académica, marcada en particular por la Ley de 1879 que establece cuatro escuelas especializadas: medicina, farmacia, ciencias, las letras y derecho.